# Liste der Kulturgüter in Nods
Die Liste der Kulturgüter in Nods enthält alle Objekte in der Gemeinde Nods im Kanton Bern, die gemäss der Haager Konvention zum Schutz von Kulturgut bei bewaffneten Konflikten, dem Bundesgesetz vom 20. Juni 2014 über den Schutz der Kulturgüter bei bewaffneten Konflikten sowie der Verordnung vom 29. Oktober 2014 über den Schutz der Kulturgüter bei bewaffneten Konflikten unter Schutz stehen.
Objekte der Kategorie A sind im Gemeindegebiet nicht ausgewiesen, Objekte der Kategorie B sind vollständig in der Liste enthalten, Objekte der Kategorie C fehlen zurzeit (Stand: 26. März 2024). Unter übrige Baudenkmäler sind geschützte Objekte zu finden, die im Bauinventar des Kantons Bern als «schützenswert» verzeichnet sind.

## Kulturgüter
| Foto |                                                                  | Objekt                                | Kat. | Typ | Standort                             | Beschreibung |
| ---- | ---------------------------------------------------------------- | ------------------------------------- | ---- | --- | ------------------------------------ | --- |
| BW   | Datei hochladen · Wikidata zu Reformiertes Pfarrhaus (Q29674142) | Reformiertes Pfarrhaus KGS-Nr.: 01128 | B    | G   | Route de Diesse 3, 5 572935 / 218056 | Das 1781 erbaute Pfarrhaus besteht aus zwei Teilen, die unter einem Krüppelwalmdach zusammengefasst sind. Das Hauptgebäude besitzt eine zentrale Eingangstür mit Bogen auf Widerlagern und hervorstehendem Schloss sowie ein stuckiertes Gesims. Im Nordwesten schliesst sich das Nebengebäude mit Dachterrasse an. |

## Übrige Baudenkmäler
Hinweis: Anstelle der KGS-Nummer wird als Objekt-Identifikator (ID) die Grundstücksnummer verwendet.
| ID   | Foto |                                                              | Objekt                                                                                          | Typ | Standort                              | Beschreibung |
| ---- | ---- | ------------------------------------------------------------ | ----------------------------------------------------------------------------------------------- | --- | ------------------------------------- | ------------ |
| 6    | BW   | Datei hochladen                                              | Bauernhaus (17. Jh.) / Ferme (17ème s.)                                                         | G   | Chemin de Chuffort 12 572596 / 218038 |              |
| 26   | BW   | Datei hochladen                                              | Wohnhaus (1785) / Maison rurale (1785)                                                          | G   | Chemin de Chuffort 5 572704 / 218047  |              |
| 28   | BW   | Datei hochladen                                              | Wohnhaus (1785) / Maison rurale (1785)                                                          | G   | Chemin du Stand 7 572724 / 218050     |              |
| 31   | BW   | Datei hochladen                                              | Wohnhaus (1785) / Maison rurale (1785)                                                          | G   | Chemin du Stand 3 572739 / 218051     |              |
| 33   | BW   | Datei hochladen                                              | Bauernhaus (1832) / Ferme (1832)                                                                | G   | Route de Lignières 8 572773 / 217996  |              |
| 56   | BW   | Datei hochladen                                              | Ehemalige Schmiede (1785) / Ancienne forge (1785)                                               | G   | Place du Village 6 572804 / 218123    |              |
| 57   | BW   | Datei hochladen                                              | Bauernhaus (1892) / Ferme (1892)                                                                | G   | Route de Chasseral 3 572823 / 218152  |              |
| 69   | BW   | Datei hochladen                                              | Bauernhaus (1868) / Ferme (1868)                                                                | G   | Route de Lignières 6 572810 / 218037  |              |
| 71   | ja   | Datei hochladen                                              | Gemeindeturm (1682) / Tour communale (1682)                                                     | G   | Route de Lignières 4 572837 / 218053  |              |
| 110  | BW   | Datei hochladen                                              | Bauernhaus (1862) / Ferme (1862)                                                                | G   | Route de Chasseral 10 572842 / 218188 |              |
| 114  | BW   | Datei hochladen                                              | Bauernhof mit seitlichen Giebeln (1891) / Ferme à pignons latéraux (1891)                       | G   | Le Petit Chemin 1 572868 / 218143     |              |
| 115  | BW   | Datei hochladen                                              | Bauernhaus (1822) / Ferme (1822)                                                                | G   | Chemin de Combatte 3 572907 / 218118  |              |
| 116  | BW   | Datei hochladen                                              | Bauernhaus (1822) / Ferme (1822)                                                                | G   | Route de Chasseral 2 572878 / 218094  |              |
| 166  | BW   | Datei hochladen                                              | Bauernhaus (Ende 18. Jh.) / Ferme (fin 18ème s.)                                                | G   | Chemin de l’Église 2 572816 / 217909  |              |
| 229  | ja   | Datei hochladen                                              | Schulhaus (1835) / Ecole (1835)                                                                 | G   | Route de Diesse 4 572931 / 218019     |              |
| 2236 | ja   | Datei hochladen · Wikidata zu Sendeturm Chasseral (Q1465655) | Sendeturm Chasseral (PTT/Swisscom)(1975-79) / Tour d’émission Chasseral (PTT/Swisscom)(1975-79) | G   | Chasseral 300 571297 / 220314         |              |
| 2403 | ja   | Datei hochladen                                              | Brunnen (18. Jh.) / Fontaine (18ème s.)                                                         | K   | Route de Diesse N.N. 573027 / 218108  |              |